# Ratpenat de musell agut
El ratpenat de musell agut (Myotis blythii) és un ratpenat amb la forma del musell, allargat i cònic.

## Descripció
L'orella fa entre 23 i 26 mm de llargada i va proveïda d'un tragus llarg i puntegut, en forma de llanceta, que arriba gairebé a la meitat del pavelló. L'esperó ocupa la meitat de la distància entre el peu i la cua. Fa de 54 a 76 mm −sense comptar la cua, que per ella sola pot fer fins a 59 mm− i fa uns 390 mm d'envergadura. Pot pesar des de 15 a 28 g.
Pelatge curt, de color gris amb tons bruns pel dors i blanc grisós pel ventre. Sovint presenta un floc de pèls blanquinosos al front. El musell, les orelles i el patagi són de color marró grisós clar i el tragus, blanc groguenc.

## Hàbitat
Regions amb arbres i arbustos poc frondosos, on s'amaga en coves i altres cavitats subterrànies i, amb menys freqüència, en construccions humanes abandonades. També se'l pot trobar en poblacions.

## Distribució geogràfica
Es troba a l'Afganistan, Albània, Algèria, Andorra, Angola, Armènia, Àustria, l'Azerbaidjan, Bangladesh, Bhutan, Bòsnia i Hercegovina, Bulgària, la Xina, Croàcia, Xipre, la República Txeca, França, Geòrgia, Alemanya, Gibraltar, Grècia, el Vaticà, Hongria, l'Índia, l'Iran, l'Irak, Israel, Itàlia, Jordània, el Kazakhstan, el Kirguizstan, el Líban, Líbia, Macedònia del Nord, Moldàvia, Mònaco, Mongòlia, Montenegro, el Marroc, el Nepal, el Pakistan, Polònia, Portugal, Romania, Rússia, San Marino, Sèrbia, Eslovàquia, Eslovènia, Espanya, Suïssa, Síria, el Tadjikistan, Turquia, el Turkmenistan i Ucraïna.

## Costums
Surt a caçar quan es comença a fer fosc o bé quan ja és de nit i emprèn un vol lent i regular.
Sovint comparteix el refugi amb altres ratpenats típicament cavernícoles, com ara els ratpenats de ferradura, el ratpenat de musell llarg i el ratpenat de cova de Schreibers.

## Espècies semblants
El ratpenat de musell llarg és una mica més gros, té les orelles més llargues (d'entre 26 i 28 mm) i no presenta mai un floc de pèls blanquinosos al front.